# 學位論文

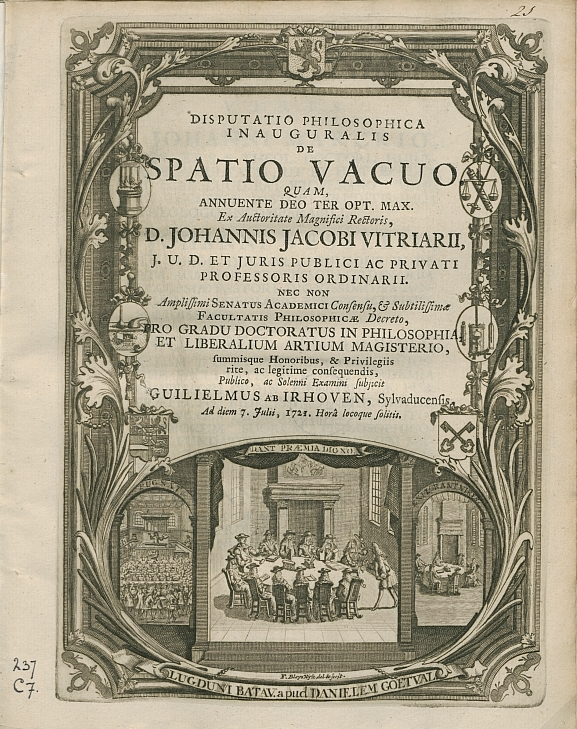
莱顿大学博士典礼（1721年7月7日）。

學位論文（英語：degree dissertation、academic dissertation，常简称 thesis、dissertation），是為了幫助申請者或候選人獲得學術學位或專業資格而撰寫的文件，其中介紹了作者的研究成果。。
根据不同地区的英語，有些地区「thesis」指代学士或硕士课程的一部分，而「dissertation」则指博士课程的相应部分；在其他地区，此用法则相反。有时，研究生论文（graduate thesis）可指代硕士和博士课程的学位论文。

## 结构和表现风格

### 结构
学术论文可以通过学术论文集或專著（monograph）的形式发表，它们常会报告研究项目（research project）、研究（study）或研究主题的扩展分析。许多研究生课程允许候选人提交精选的已发表论文集，而学术论文有时也会有附加论文（appended papers）。一篇以专著形式发表的学位论文一般由标题页、摘要、目录、及各个章节构成。学术论文的章节通常有导言、文献综述、方法、结果、讨论和参考书目。不同研究领域（如教育、卫生、艺术、人文、社会科学、自然科学、科学技术、体育等）会有不同的学术论文结构。而以学术论文集形式发表的学位论文的各个章节，则包含对所收录之已发表及未发表文献之导言及全面性综述。大多数大学都使用以下的多章节格式：
1. 引言：介绍研究的主题，方法论及其范围和意义；
2. 文獻探討：对相关文献进行回顾，并说明其如何为研究问题提供信息；
3. 研究方法：解释研究设计，及选择研究方法、人群、数据和分析的原因；
4. 结果：概述研究本身的结果；
5. 分析与讨论：分析发现并在文献综述的背景下进行讨论；
6. 结论：解释论文得出的判断或决定[7] [8]。

### 风格
学位授予机构通常会定义自己的格式指南，而研究生的论文必须遵循这些要求。除了特定机构的格式要求外，还有许多针对这些领域的特定国家，国家和国际标准和建议，例如ISO 7144规定了文献格式。其他的相关标准还有：规定章节编号的ISO 2145，规定参考书目格式的ISO 690和关于数量或单位的ISO 31。

## 博士論文
博士論文（英文：doctoral thesis，或是doctoral dissertation）是學位論文的一種，是博士候選人為了取得博士學位而撰寫的論文，權威性會比碩士、學士的學位論文要高。完成後可能會有博士學位口試或是答辯（Disputation）。